# 3-オキソラウリン酸デカルボキシラーゼ
3-オキソラウリン酸デカルボキシラーゼ(3-oxolaurate decarboxylase、EC 4.1.1.56)は、以下の化学反応を触媒する酵素である。
3-オキソドデカン酸 {\displaystyle \rightleftharpoons } 2-ウンデカン酸 + CO2
従って、この酵素の基質は、3-オキソドデカン酸のみ、生成物は、2-ウンデカン酸と二酸化炭素の2つである。
この酵素はリアーゼ、特に炭素-炭素結合を切断するカルボキシリアーゼに分類される。系統名は、3-オキソドデカン酸 カルボキシリアーゼ (2-ウンデカン酸形成)(3-oxododecanoate carboxy-lyase (2-undecanone-forming))である。他に、beta-ketolaurate decarboxylase、beta-ketoacyl decarboxylase、3-oxododecanoate carboxy-lyaseとも呼ばれる。